# Thomas-Morse S-4
El Thomas-Morse S-4 Scout fue un biplano entrenador avanzado estadounidense, operado por el Ejército y la Armada de los Estados Unidos. Apodado "Tommy" por los pilotos que lo volaron, el avión se convirtió en el entrenador monoplaza favorito producido en los Estados Unidos durante la Primera Guerra Mundial. Tuvo una larga y variada carrera, comenzando con el S-4B, que apareció por vez primera en el verano de 1917.

## Diseño y desarrollo
Construido por Thomas-Morse Aircraft en Ithaca, Nueva York, en 1917, era un biplano monoplaza compacto de envergaduras iguales y con un motor rotativo Gnome de 75 kW (100 hp).
El S-4 fue diseñado por el británico B. Douglas Thomas (sin relación con los propietarios de la compañía), que anteriormente había trabajado en la Sopwith Aviation Company, y que había asistido en el diseño del Curtiss JN-4 Jenny. El S-4 realizó su primer vuelo en junio de 1917 en manos de Paul D. Wilson. Doce aparatos fueron a la Armada estadounidense.

## Historia operacional

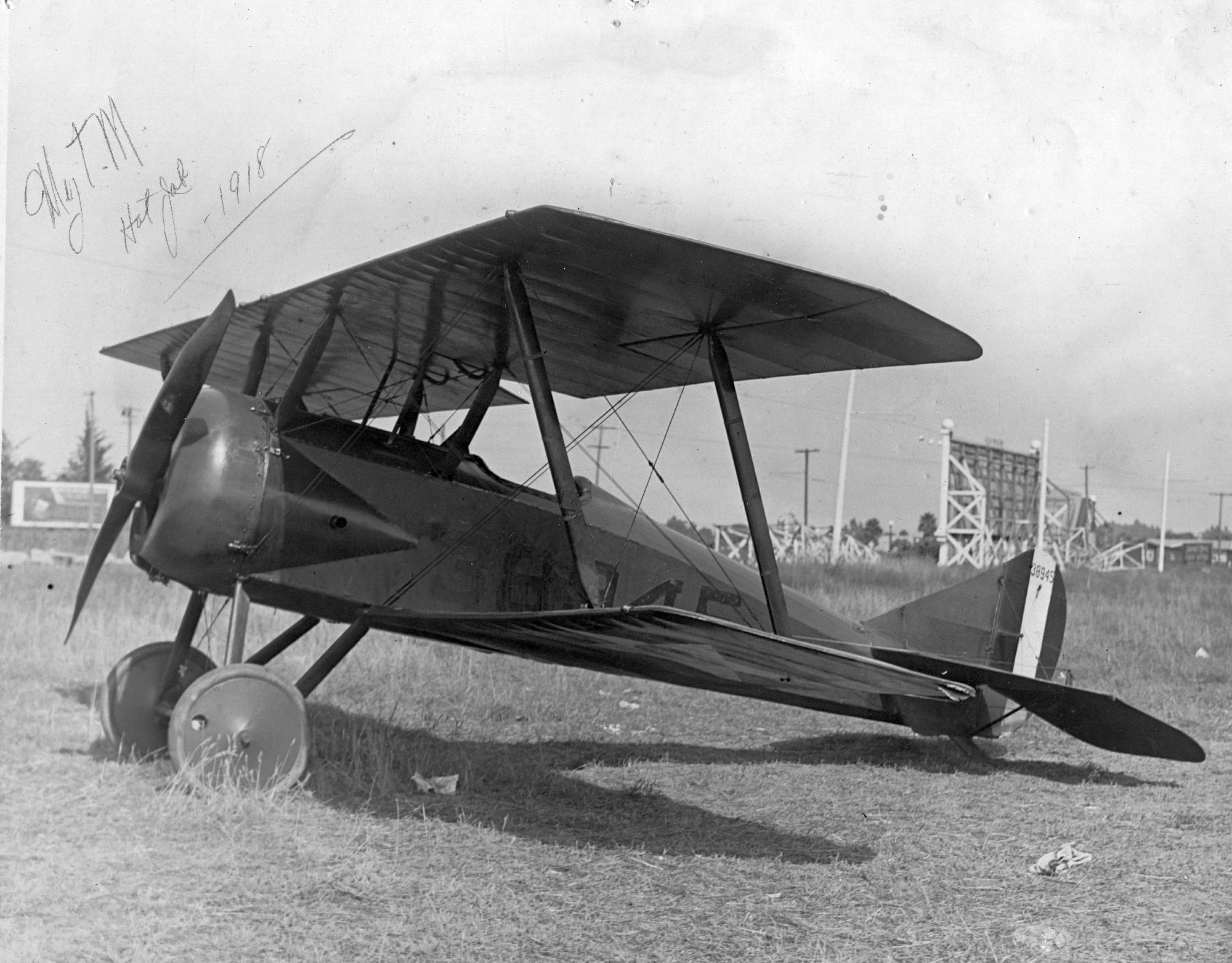
Thomas Morse S-4C con el número de la escuela de entrenamiento a los lados del fuselaje.

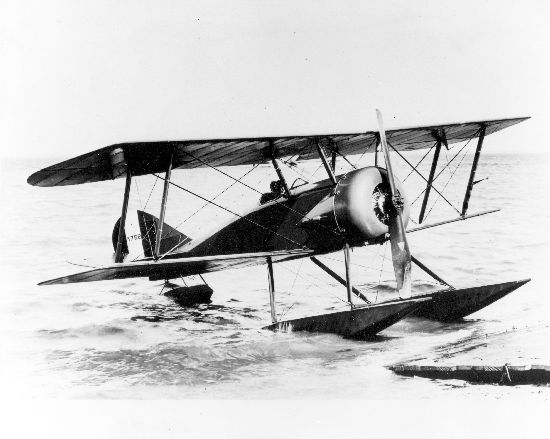
S-5 de la Armada estadounidense.

El S-4B, con un motor Gnome de 75 kW (100 hp), una envergadura de 8,22 m y una longitud de 6,17 m, se probó más exitoso, siendo seguidos los tres prototipos por una orden de 97 aparatos para el Ejército y 10 para la Armada, mientras que seis más fueron completados con dos flotadores principales y uno de cola como S-5 de la Armada. El S-4B fue usado por prácticamente cada escuela de persecución en los Estados Unidos durante 1918.
Fue complementado en 1918 por el S-4C, a un coste de 5400 dólares estadounidenses cada uno. Se construyeron seis prototipos, y el motor Gnome 9B-2 de 75 kW (100 hp) fue reemplazado por el más fiable Le Rhône 9C de 60 kW (80 hp) a partir del avión de producción número 52. 461 S-4C fueron al Ejército y cuatro ejemplares con flotadores, a la Armada.
Después de la Primera Guerra Mundial, muchos "Tommy" fuero vendidos como excedentes a escuelas de vuelo civiles, pilotos deportivos y antiguos aviadores del Ejército. Muchos todavía se usaban a mitad de los años 30 en películas de aviación de la Primera Guerra Mundial, y varios continúan en estado de vuelo actualmente.
Un único avión fue equipado con una nueva cola y el más potente motor rotativo Le Rhône 9J, convirtiéndose en el entrenador acrobático S-4E. No fue adoptado por las fuerzas armadas, y tras ser equipado con un motor V-8 Aeromarine de 101 kW (135 hp), se convirtió en el avión de carreras Space-Eater de Basil Rowe.
Alrededor de sesenta aparatos excedentes pasaron al servicio civil, siendo la mayoría equipados con el motor Curtiss OX-5.

## Variantes
S-4
Biplano de entrenamiento, 13 construidos.
S-4B
Versión del S-4 con motor Gnome de 75 kW (100 hp), 110 construidos.
S-4C
Versión con motores Gnome 9B-2 de 75 kW (100 hp) y Le Rhône 9C de 60 kW (80 hp), 471 construidos.
S-4E
Versión acrobática con motor Le Rhône 9J, uno construido.
S-5
S-4B con flotadores, 6 construidos.
Space-Eater
S-4E convertido en avión de carreras con motor Aeromarine de 101 kW (135 hp), uno convertido.

## Operadores
Estados Unidos
- Ejército de los Estados Unidos
- Armada de los Estados Unidos

## Supervivientes
- 633: S-4C almacenado en el Fantasy of Flight en Polk City, Florida. Anteriormente perteneció al Crawford Auto-Aviation Museum.
- 4328 o 4367: S-4B en exhibición estática en el Old Rhinebeck Aerodrome en Red Hook, Nueva York. Posiblemente sea el último S-4B producido.
- 4366: este S-4B fue restaurado durante 15 años por la thaca Aviation Heritage Foundation en Ithaca, Nueva York. Está compuesto por el fuselaje de un S-4B, el ala superior de un S-4C, y una reproducción de ala inferior. La restauración fue finalizada en 2018, y el 29 de septiembre el avión despegó desde el Ithaca Tompkins Regional Airport y realizó múltiples circuitos por encima de una gran multitud reunida en honor del centenario del Tommy. Luego aterrizó exitosamente. El piloto fue Ken Cassens del Rheinbeck. En el momento en que el avión había volado una vez, no hubo planes para que volara de nuevo. En su lugar, sería instalado en una exhibición permanente en el Ithaca Heritage Center, siendo construida en el  nuevo Ithaca Heritage Center, antiguo edificio Tompkins Trust en el Ithaca Commons. El avión había pertenecido a William N. Thibault, que lo donó a la Ithaca Aviation Heritage Foundation.
- 38898: S-4C en estado de vuelo en el Eagles Mere Air Museum en Eagles Mere, Pensilvania.
- 38899: S-4C en exhibición estática en el EAA Aviation Museum in Oshkosh, Wisconsin.
- 38934: S-4C en exhibición estática en el Cradle of Aviation Museum en Garden City, Nueva York. Está equipado con su ametralladora Marlin original y está en préstamo de Paul Kotze.
- 38944: S-4C en exhibición estática en el Museo Nacional de la Fuerza Aérea de Estados Unidos en Dayton, Ohio. Fue restaurado por estudiantes en el Aero Mechanics High School en Detroit, Míchigan.
- 39734: S-4C en exhibición en el Yanks Air Museum en Chino, California.
- S-4B en exhibición estática en el Museo Nacional del Cuerpo de Marines en Triangle, Virginia. Fue obtenido en un intercambio con el Aeroflex Museum en 1979 y fue restaurado por Century Aviation. Este avión tiene alas originales de S-4B montadas en una reproducción de fuselaje de modelo B, que fue construida usando partes del prototipo del S-4.
- S-4C en exhibición estática en el National Naval Aviation Museum en Pensacola, Florida. En 2000, fue reconfigurado como un hidroavión S-5 con la adición de dos flotadores. Está pintado como el A-5858.
- S-4C en restauración en el Pioneer Flight Museum en Kingsbury, Texas.
- S-4 en restauración en el Pioneer Flight Museum en Kingsbury, Texas.
- S-4 en exhibición estática en el Cradle of Aviation Museum in Garden City, Nueva York. Es un fuselaje de Scout sin recubrir, posiblemente de uno de los prototipos, equipado con un motor Le Rhône y un mecanismo sincronizador de ametralladora operativo.

## Especificaciones (S-4C, producción tardía)
Referencia datos: Aerofiles, United States Navy Aircraft since 1911.

### Características generales
- Tripulación: Uno (piloto)
- Longitud: 6,05 m
- Envergadura: 8,08 m
- Altura: 2,46 m
- Superficie alar: 21,7 m2[9]
- Peso vacío: 437 kg[9]
- Peso cargado: 603 kg
- Planta motriz: 1× motor rotativo de nueve cilindros refrigerado por aire Le Rhône 9C.
  - Potencia: 60 kW (80 hp)

### Rendimiento
- Velocidad máxima operativa (Vno): 156 km/h
- Alcance: 2 h, 30 min
- Techo de vuelo: 4600 m (15 000 pies)[10]
- Carga alar: 27,7 kg/m2 (5,7 lb/sq ft)

### Armamento
- Ametralladoras: 

  - 1x Marlin-Rockwell M1917/1918 de 7,62 mm (opcional)

### Aeronaves similares
- Standard E-1

### Listas relacionadas
- Anexo:Aeronaves militares de los Estados Unidos (1909-1919)